# Електродепо метрополітену

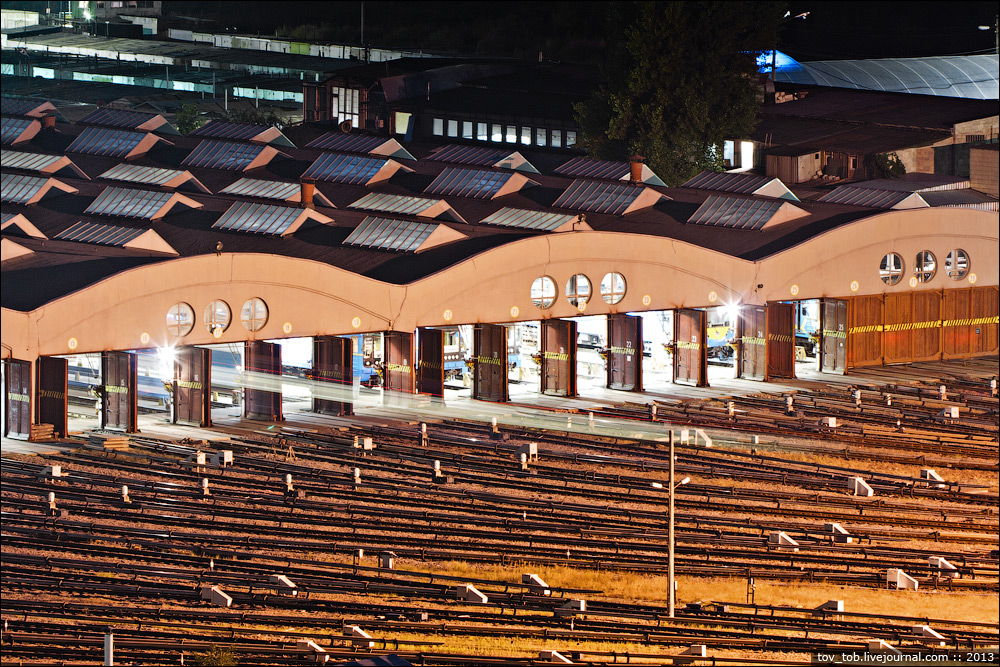
Електродепо «Оболонь»

Електродепо метрополітену (метродепо) — структурний підрозділ метрополітену, що забезпечує експлуатацію, ремонт, зберігання та комплексне обслуговування рухомого складу.
На території електродепо розміщуються головний і адміністративний корпуси, моторвагонне депо, майстерні, мулярська, компресорна, електропідстанція тощо. 
У головному корпусі розташовані:
- Відстійно-ремонтні прольоти  — кожен з яких включає 4-5 колій, які призначені для відстою составів та вагонів. Для можливості проведення оглядів і профілактичних ремонтів підвагонного обладнання, на більшості колій розташовані оглядові канави глибиною близько 1,4 м (щодо рівня головки рейок);
- Цех поточного ремонту — обладнаний мостовими і розворотно-консольними кранами, станційними домкратами, які призначені для під'йому вагонів і викочування вагонних візків;
- Виробничі майстерні — призначені для ремонту автоматичних пристроїв, електричних, механічних і пневматичних приладів і обладнання;
- Акумуляторна;
- Камера мийки та очищення складів.

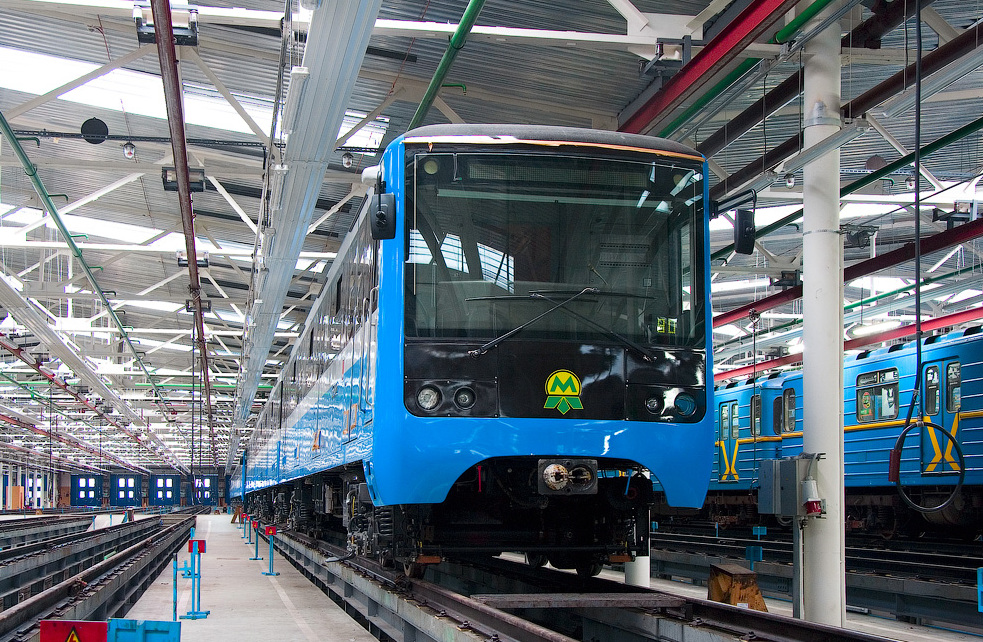
Вагон метро 81-7036/7037
в електродепо «Харківське»

За умовами електробезпеки, всередині будівлі контактну рейку на тому ж рівні, що і на перегонах, розміщувати заборонено. Тому її розміщують на висоті не менше 4 метрів. Подача високої напруги на вагон здійснюється через спеціальні кабелі (вудки), які пересуваються за допомогою спеціальної пересувної каретки. З протилежного боку вудок розташовані гніздові роз'єми, що надягають на спеціальний контактний палець рейкового струмоприймача. Подачу високої напруги в контактну рейку може здійснювати тільки черговий депо. Для попередження про подачу високої напруги, всі шляхи обладнані світловою та звуковою сигналізацією, а рейкові струмоприймачі додатково огороджуються за допомогою спеціальних кожухів.

## Електродепо метрополітенів України
| Перелік електродепо метролітену в містах України | Перелік електродепо метролітену в містах України | Перелік електродепо метролітену в містах України | Перелік електродепо метролітену в містах України | Перелік електродепо метролітену в містах України | Перелік електродепо метролітену в містах України |
| Місто                                            | Номер лінії                                      | Назва лінії                                      | Електродепо                                      | Дата відкриття                                   | Примітки                                         |
| ------------------------------------------------ | ------------------------------------------------ | ------------------------------------------------ | ------------------------------------------------ | ------------------------------------------------ | ------------------------------------------------ |
| Київ                                             | 1                                                | Святошинсько-Броварська лінія                    | «Дарниця»                                        | 05.11.1965                                       |                                                  |
| Київ                                             | 1                                                | Святошинсько-Броварська лінія                    | «Новобіличі»                                     |                                                  | У перспективі                                    |
| Київ                                             | 2                                                | Оболонсько-Теремківська лінія                    | «Оболонь»                                        | 19.03.1988                                       |                                                  |
| Київ                                             | 2                                                | Оболонсько-Теремківська лінія                    | «Теремки»                                        |                                                  | У перспективі                                    |
| Київ                                             | 3                                                | Сирецько-Печерська лінія                         | «Харківське»                                     | 23.08.2007                                       |                                                  |
| Київ                                             | 3                                                | Сирецько-Печерська лінія                         | «Виноградар»                                     |                                                  | У перспективі                                    |
| Київ                                             | 4/5                                              | Подільсько-Вигурівська лінія/Лівобережна лінія   | «Троєщина»                                       |                                                  |                                                  |
| Київ                                             | 4                                                | Подільсько-Вигурівська лінія                     | «Воскресенське»                                  |                                                  | У перспективі                                    |
| Київ                                             | 4                                                | Подільсько-Вигурівська лінія                     | «Гатне»                                          |                                                  | У перспективі                                    |
| Київ                                             | 5                                                | Лівобережна лінія                                | «Позняки»                                        |                                                  | У перспективі                                    |
| Харків                                           | 1                                                | Холодногірсько-Заводська лінія                   | «Немишлянське»                                   | 30.07.1975                                       |                                                  |
| Харків                                           | 2                                                | Салтівська лінія                                 | «Салтівське»                                     | 10.08.1984                                       |                                                  |
| Харків                                           | 3                                                | Олексіївська лінія                               | «Олексіївське»                                   |                                                  | Будується                                        |
| Дніпро                                           | 1                                                | Центрально-Заводська лінія                       | «Діївка»                                         | 27.12.2005                                       |                                                  |

## Галерея

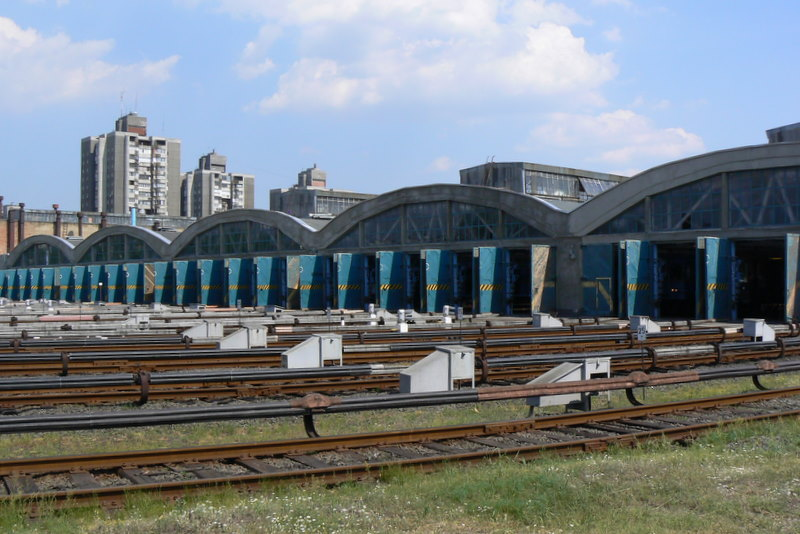
Електродепо «Дарниця» Київського метрополітену
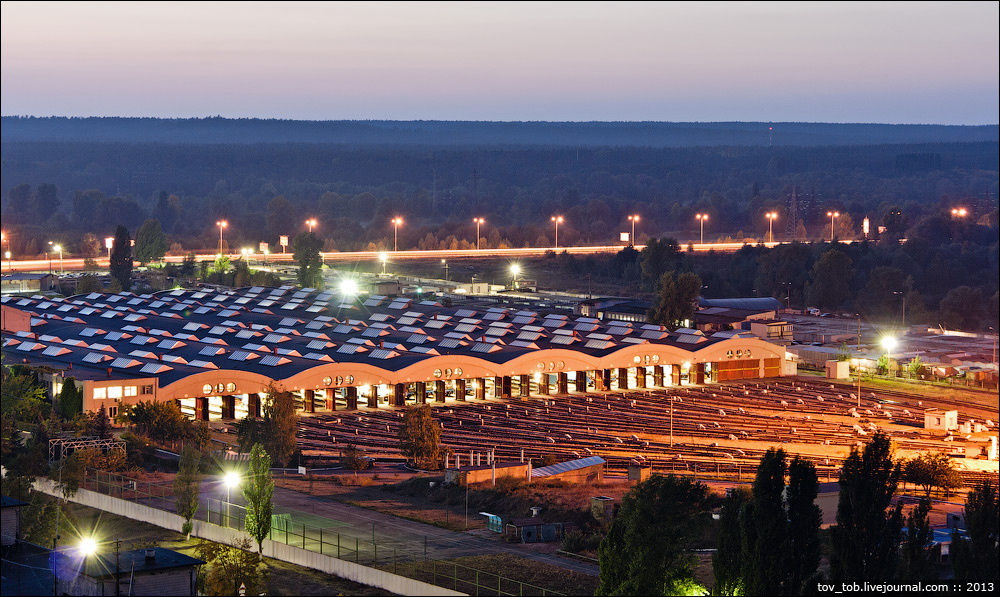
Електродепо «Оболонь» Київського метрополітену
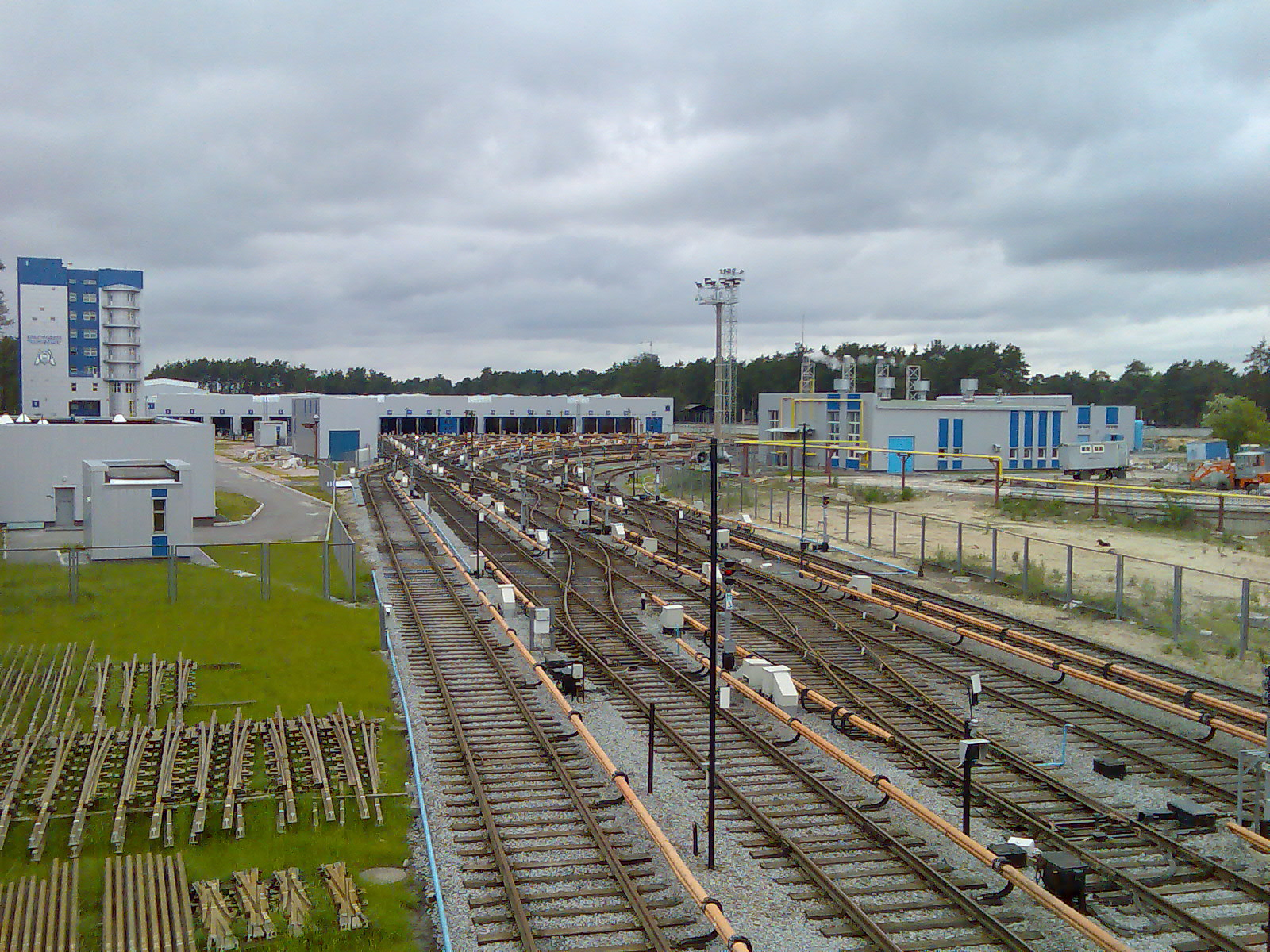
Електродепо «Харківське» Київського метрополітену
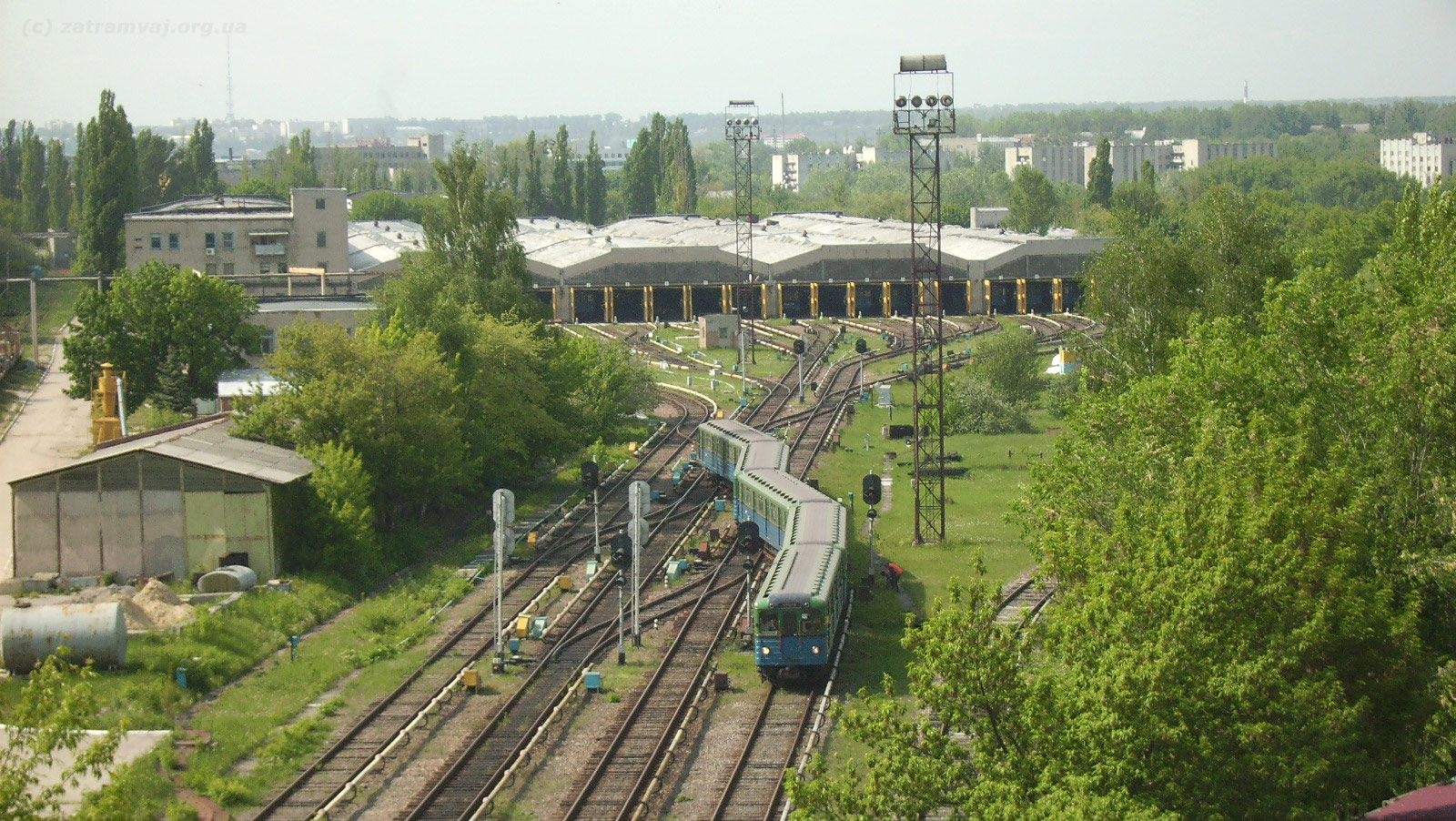
Електродепо «Немишлянське» Харківського метрополітену